# Oerkantons

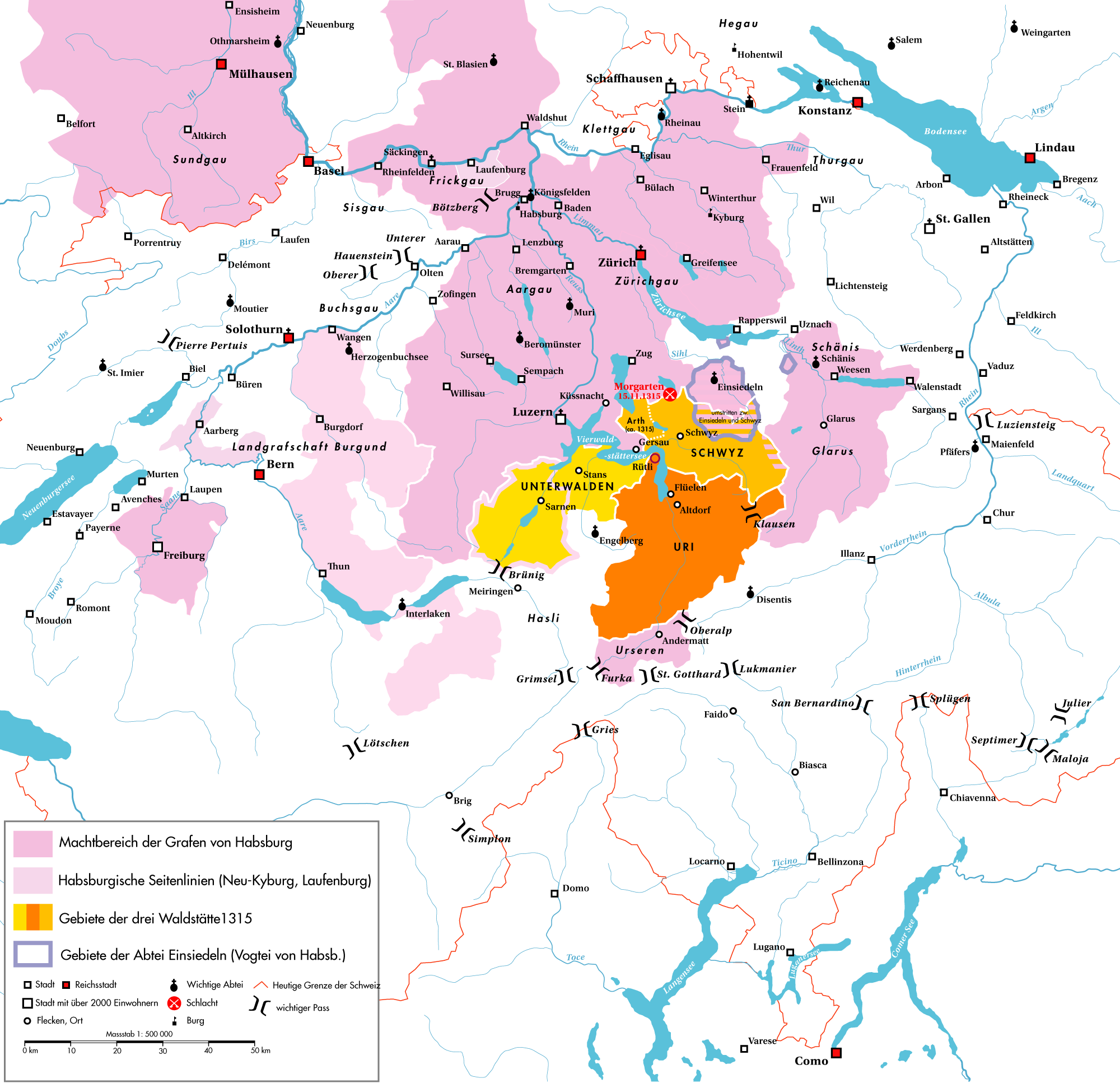
Kaart van Zwitserland met de drie oerkantons aangegeven in oranje

De oerkantons (Duits: Urkantone of Urschweiz) zijn de kantons Uri, Schwyz en Unterwalden die met de Bondsbrief van 1291 het Oude Eedgenootschap stichtten. Langzamerhand breidde dit gebied zich uit tot de omvang van het huidige Zwitserland.
De oerkantons vormden samen met Luzern, dat zich in 1332 aansloot, de woudkantons en ten tijde van de Helvetische Republiek (1798-1803) samen met Zug het kanton Waldstätten.